# Vilhova, Rohatîn
Vilhova (în ucraineană Вільхова) este un sat în comuna Vasiuciîn din raionul Rohatîn, regiunea Ivano-Frankivsk, Ucraina.

## Demografie
Componența lingvistică a localității Vilhova
     Ucraineană (99,44%)
     Alte limbi (0,56%)
Conform recensământului din 2001, majoritatea populației localității Vilhova era vorbitoare de ucraineană (99,44%), existând în minoritate și vorbitori de alte limbi.